# Brug 154
Brug 154 was een vaste brug in Amsterdam Oud-West, Spaarndammerbuurt.
In 1901 besteedde de gemeente Amsterdam het vernieuwen van een vaste brug over de Le Mairegracht voor de Van Noordtkade. De brug was echter al in 1878 te zien op een plattegrond van de omgeving. De brug is onder meer terug te vinden op een luchtfoto van de omgeving van de Le Mairegracht. In de eindjaren zeventig ging de gehele buurt hier op de schop en de brug verdween. Na de complete herinrichting van de wijk lag er een weer een brug; eerst een van hout en vanaf 2008 de brug 1909.
<<< · 100 · 101 · 102 · 103 ·  105 · 106 · 107 · 108 · 109 ·  110 · 111 · 112 · 113 · 114 · 115 · 116 · 117 · 118 · 119 · 120 · 121 · 122 · 123 · 124 · 125 · 126 · 127 · 128 · 129 · 130 · 131 · 132 · 135 · 136 · 137 · 138 · 139 · 140 · 141 · 142 · 143 · 144 · 145 · 146 · 147 · 148 · 149 ·  150 · 151 · 152 · 155 · 156 · 159 · 160 · 161 · 162 · 163 · 164 · 165 · 166 · 167 · 168 · 169 ·  170 · 171 · 172 · 173 · 174 · 175 · 176 · 177 · 178 · 179 · 180 · 181 · 182 · 183 · 184 · 185 · 186 · 187 · 189 · 190 · 191 · 192 · 193 · 194 · 195 · 196 · 198 · 199 · >>>
Brugnummers 104, 133, 134, 153, 154, 157, 158, 188 en 197 zijn niet (meer) in gebruik.